# Шалендре
Шалендре (фр. Chalindrey) насеље је и општина у североисточној Француској у региону Шампањ-Арден, у департману Горња Марна која припада префектури Лангр.
По подацима из 2011. године у општини је живело 2533 становника, а густина насељености је износила 126,46 становника/km². Општина се простире на површини од 20,03 km². Налази се на средњој надморској висини од 350 метара.

## Демографија
| 1962. | 1968. | 1975. | 1982. | 1990. | 1999. | 2011. |
| ----- | ----- | ----- | ----- | ----- | ----- | ----- |
| 3.294 | 3.495 | 3.383 | 3.149 | 2.824 | 2.693 | 2.533 |

График промене броја становника у току последњих година